# Glauxinema filicaudatum
Glauxinema filicaudatum is een rondwormensoort uit de familie van de Anguillulidae. De wetenschappelijke naam van de soort is voor het eerst geldig gepubliceerd in 1947 door Allgén.